# Rigoberto Picaporte, solterón de mucho porte
Rigoberto Picaporte, solterón de mucho porte es una serie de historietas cómicas creada por Roberto Segura para el semanario Pulgarcito en 1957.

## Trayectoria editorial
Rigoberto Picaporte, solterón de mucho porte apareció por primera vez en el número 1137 de "Pulgarcito". Se publicó también en otras revistas de Bruguera, como "Din Dan", "Mortadelo Gigante", "Mortadelo Especial", "Super Carpanta" y "Bruguelandia".
Bruguera lanzó también un par de álbumes del personaje:
- 1971 Rigoberto Picaporte, solterón de mucho porte (Olé!, núm. 7).
- 1971 Rigoberto Picaporte: Por amor de Curruquita (Olé!, núm. 34).[2]

Actualmente se puede encontrar editado en la colección Súper Humor Clásicos número 4, editado por Ediciones B bajo el título Rigoberto Picaporte y Compañía.

## Argumento y personajes
El investigador Juan Antonio Ramírez clasifica a Rigoberto entre los solterones de la Escuela Bruguera, junto a personajes de otras series, como Cucufato Pi (1949), Pilaropo (1956), Golondrino Pérez (1957), Floripondia Piripí (1958), Guillermo el Conquistador (1958) y Lidia (1958), caracterizados por su insatisfacción sexual. Precisando todavía más, la serie se aleja de los solterones románticos y trasnochados, como Golondrino Pérez y Floripondia Piripí, para enmarcarse entre los propios del desarrollismo, como Guillermo el Conquistador y Lidia.
Rigoberto siempre ha llevado pajarita, sombrero y bigote. En sus primeras historietas, se dedicaba a intentar conquistar a una joven de un nivel social superior, hasta que conoce a la atractiva Curruquita Cencérrez en el núm. 1537 de Pulgarcito (17/10/1960).
A partir de entonces, la serie satirizó los empeños del protagonista, Rigoberto Picaporte, por casarse con la joven Curruquita, para lo cual hace lo imposible por agradarle a ella y a su madre, doña Abelarda. También se satiriza el ambiente laboral (Rigoberto es oficinista, sometido al humor caprichoso de sus jefes). En general, la historieta tiene un marcado tono costumbrista, que refleja las dificultades de la clase media española de la época.
Algunos personajes secundarios son Eufemia, criada de Rigoberto, Pepito, sobrino del mismo, y Bautista, mayordomo de doña Abelarda.
Como es de prever en una historieta cómica de la escuela Bruguera, el protagonista termina a menudo ridiculizado y jamás consigue casarse con Curruquita.

### Acciones recurrentes
- Pepito acaba metiendo a su tío en problemas colosales con intervenciones bienintencionadas.
- Rigoberto utiliza una violencia física desmesurada contra su sobrino.
- Rigoberto se encuentra con muchos problemas al aparentar más de lo que es.
- Cuando le ocurre alguna tontería, Rigoberto trata de salvar su maltrecho honor, y arma líos cada vez más grandes.
- Rigoberto es un hombre con mala suerte (averías en lugares inhóspitos, torpeza de su criada, etc.).